# Gyronchus
Gyronchus is een geslacht van uitgestorven straalvinnige beenvissen uit het Jura.